# پت کرول (هنرپیشه زن)
پت کرول (انگلیسی: Pat Carroll؛ زادهٔ ۵ مهٔ ۱۹۲۷ – درگذشتهٔ ۳۰ ژوئیهٔ ۲۰۲۲) یک هنرپیشه اهل ایالات متحده آمریکا بود.

## گزیده فیلم‌شناسی
از فیلم‌ها یا برنامه‌های تلویزیونی که وی در آن نقش داشته‌است می‌توان به آثار زیر اشاره کرد.
- سفر به بانتی‌فول (۱۹۸۵)
- همسایه من توتورو (۱۹۸۸)
- پری دریایی کوچولو (فیلم ۱۹۸۹) (۱۹۸۹)
- اسلاپی و شخص نفرت‌انگیز (۱۹۹۸)
- پری دریایی کوچولو ۲: بازگشت به دریا (۲۰۰۰)
- نویسندگان آزادی (۲۰۰۷)
- نانسی درو (۲۰۰۷)
- بخش فوریت‌های پزشکی (مجموعه تلویزیونی) (۲۰۰۵) سه قسمت